# 腎小球內系膜細胞
腎小球內系膜細胞（Intraglomerular mesangial cells）是位於腎的腎小體內間的腎小球微血管的特別周皮細胞(pericyte/周細胞)。
系膜細胞是單核細胞或平滑肌的來源，典型地覆蓋30％的腎小球毛細管。他們都是波形蛋白及結蛋白(Desmin)陽性。有腎小球內系膜細胞的三個主要功能：濾過、結構支撐，及吞噬作用。此外、系膜細胞能夠經由流程送入毛細管管腔而監測葡萄糖水平。

## 濾過及結構
腎小球內系膜細胞提供結構支撐、且經由它們的收縮活動來調節腎小球毛細管的血液流動。系膜細胞的起始收縮類似於平滑肌。系膜細胞的收縮聯繫著腎小球毛細管內皮的基底膜收縮。這將導致基底膜表面積的降低、並因此導致腎小球濾過率的降低。
腎小球內系膜細胞也是细胞外基质的主要貢獻者，其中包含纤连蛋白、Ⅳ型膠原(Type IV collagen)、基底膜蛋白多糖(串珠素/perlecan)，及層粘連蛋白(Laminin)。

## 吞噬作用
系膜細胞也吞噬腎小球基底層(basal lamina)基底膜部分及免疫球蛋白。它們是衍生自平滑肌及非单核细胞的一個不尋常吞噬細胞的例子。系膜細胞有助於中性粒细胞在细胞凋亡凋亡發生時去除其它的系膜細胞，以及其它的腎小球雜物。

## 外部連結
- Histology image: 16006loa – 波士顿大学的组织学学习系统